# Dänischer Fußballpokal 1976/77
Der Dänische Fußballpokal 1976/77 war die 23. Austragung des dänischen Pokalwettbewerbs der Männer. Er wurde vom dänischen Fußballverband ausgetragen. Das Finale fand traditionell am Himmelfahrtstag (19. Mai 1977) im Københavns Idrætspark von Kopenhagen statt. Pokalsieger wurde Vejle BK, der sich im Finale gegen B 1909 Odense durchsetzte.
Alle Begegnungen wurden in einem Spiel ausgetragen. Bei unentschiedenem Ausgang wurde zur Ermittlung des Siegers eine Verlängerung gespielt. Stand danach kein Sieger fest, folgte ein Elfmeterschießen. Ab dem Halbfinale wurde bei einem Remis das Spiel wiederholt.

## 1. Runde
Es nahmen 48 Mannschaften von der dritten Klasse abwärts sowie acht Zweitligisten teil.

## 2. Runde
Teilnehmer waren die 28 Sieger der ersten Runde, acht weitere Zweitligisten und vier Erstligisten.

## 3. Runde
Teilnehmer: Die 20 Sieger der zweiten Runde und zwölf weitere Vereine aus der 1. Division 1976.

## 4. Runde
Teilnehmer: Die 16 Sieger der dritten Runde.
|                    | Ergebnis |                   |
| ------------------ | -------- | ----------------- |
| B 1909 Odense      | 4:2      | Horne FS          |
| Frederikssund IK   | 2:3      | Vanløse IF        |
| BK Frem Kopenhagen | 1:2      | B 1901 Nykøbing   |
| Køge BK            | 4:3      | B 1903 Kopenhagen |
| Odense BK          | 10:10    | Silkeborg IF      |
| Randers SK Freja   | 0:3      | Svendborg fB      |
| Vejle BK           | 2:1      | Esbjerg fB        |
| Aalborg BK         | 6:2      | Herfølge BK       |

## Viertelfinale
|            | Ergebnis              |                 |
| ---------- | --------------------- | --------------- |
| Odense BK  | 1:4                   | B 1909 Odense   |
| Vanløse IF | 3:0                   | Svendborg fB    |
| Vejle BK   | 1:1 n. V. (3:1 i. E.) | Køge BK         |
| Aalborg BK | 0:0 n. V. (4:1 i. E.) | B 1901 Nykøbing |

## Halbfinale
|            | Ergebnis |               |
| ---------- | -------- | ------------- |
| Vejle BK   | 3:2      | Vanløse IF    |
| Aalborg BK | 2:4      | B 1909 Odense |

## Finale
| Paarung        | Vejle BK – B 1909 Odense |
| Ergebnis       | 2:1 (0:0) |
| Datum          | 19. Mai 1977 |
| Stadion        | Københavns Idrætspark, Kopenhagen |
| Zuschauer      | 13.100 |
| Schiedsrichter | Torben Månsson |
| Tore           | 1:0 Ib Jacquet (61.) 1:1 Torben Konradsen (62.) 2:1 Knud Nørregaard (84.) |
| Vejle BK       | Niels Wodskou – Per Jørgensen, Knud Herbert Sørensen II, Gert Jensen (60. Jørgen Markussen), Flemming Serritslev – Johnny Hansen, Poul Erik Østergaard, Gert Eg – Knud Nørregaard, Ulrich Thychosen, Ib Jacquet Cheftrainer: Poul Erik Bech |
| B 1909 Odense  | Claus Toppel – Jens Høy Nielsen, Søren Steensen, Ole Rasmussen, Niels Sørensen – John Pedersen, Lars Pedersen, Søren Jacobsen – Torben Konradsen, Henning Andersen, Jesper Petersen Cheftrainer: Jürgen Wähling ( BR Deutschland)           |